# Bergskär (Husö, Sottunga, Åland)
Bergskär är ett skär på Åland (Finland). Det ligger i Skärgårdshavet och i kommunen Sottunga i landskapet Åland, i den sydvästra delen av landet. Ön ligger omkring 50 kilometer öster om Mariehamn och omkring 230 kilometer väster om Helsingfors. Den ligger i den södra delen av kommunen, cirka 2,5 km sydöst om Husö och 2 km nordöst om Kyrkogårdsö i Kökar kommun.
Bergskär har Ådskär i nordväst, Storhära i nordöst, Mälhära i öster, Örskär i sydöst och Viggskär i söder. Terrängen på Bergskär består av klippor med gräs och ljung i skrevorna.
Öns area är 4,1 hektar och dess största längd är 320 meter i nord-sydlig riktning.